# San Luigi dei Francesi (titolo cardinalizio)
San Luigi dei Francesi (in latino: Titulus Sancti Ludovici Francorum de Urbe) è un titolo cardinalizio, istituito il 7 giugno 1967 da papa Paolo VI con la costituzione apostolica Quandoquidem aucto. Il titolo insiste sulla chiesa di San Luigi dei Francesi, sita nel rione Sant'Eustachio di Roma.
Dal 18 luglio 2025 il titolo è vacante.

## Titolari
- Pierre Marie Joseph Veuillot (29 giugno 1967 - 14 febbraio 1968 deceduto)
- François Marty (30 aprile 1969 - 16 febbraio 1994 deceduto)
- Jean-Marie Lustiger (26 novembre 1994 - 5 agosto 2007 deceduto)
- André Armand Vingt-Trois (24 novembre 2007 - 18 luglio 2025 deceduto)